# Lista de prêmios e indicações recebidos por Davichi
Esta é a lista de prêmios e indicações recebidos pelo girl group sul-coreano Davichi.

## Cyworld Digital Music Awards
| Ano  | Categoria                 | Recipiente          | Resultado |
| ---- | ------------------------- | ------------------- | --------- |
| 2008 | Novato do Mês (Fevereiro) | Davichi             | Venceu    |
| 2008 | Canção do Mês (Julho)     | "Love and War"      | Venceu    |
| 2009 | Canção do Mês (Março)     | "8282"              | Venceu    |
| 2010 | Prêmio Bonsang            | Davichi             | Venceu    |
| 2011 | Canção do Mês (Setembro)  | "Don't Say Goodbye" | Venceu    |

## Mnet Asian Music Awards(MAMA)
| Ano  | Categoria                             | Recipiente                                        | Resultado |
| ---- | ------------------------------------- | ------------------------------------------------- | --------- |
| 2008 | Melhor Novo Grupo Feminino            | "I Love You Even Though I Hate You"               | Venceu    |
| 2009 | Melhor Grupo Feminino                 | "8282"                                            | Indicado  |
| 2010 | Melhor Performance Vocal por um Grupo | "Stop the Time"                                   | Indicado  |
| 2011 | Melhor Performance Vocal por um Grupo | "Don't Say Goodbye"                               | Indicado  |
| 2012 | Melhor Performance Vocal por um Grupo | "Will Think Of You"                               | Venceu    |
| 2013 | Melhor Performance Vocal por um Grupo | "Turtle"                                          | Indicado  |
| 2013 | Melhor Trilha Sonora Original         | "Don't You Know" (Iris 2)                         | Indicado  |
| 2014 | Melhor Trilha Sonora Original         | "It's Okay, That's Love" (It's Okay, That's Love) | Indicado  |

## Golden Disk Awards
| Ano  | Categoria                | Recipiente            | Resultado |
| ---- | ------------------------ | --------------------- | --------- |
| 2008 | Melhor Artista Iniciante | Davichi               | Venceu    |
| 2009 | Prêmio Bonsang           | Davichi in Wonderland | Venceu    |
| 2014 | Prêmio Digital Bonsang   | "Turtle"              | Venceu    |

## Seoul Music Awards
| Ano  | Categoria           | Recipiente | Resultado |
| ---- | ------------------- | ---------- | --------- |
| 2009 | Melhor Artista Novo | Davichi    | Venceu    |
| 2010 | Prêmio Bonsang      | "8282"     | Venceu    |

## Melon Music Awards
| Ano  | Categoria                        | Recipiente | Resultado |
| ---- | -------------------------------- | ---------- | --------- |
| 2009 | Prêmio Bonsang (Artistas Top 10) | Davichi    | Venceu    |
| 2013 | Prêmio Bonsang (Artistas Top 10) | Davichi    | Venceu    |

## Gaon Chart K-Pop Awards
| Ano  | Categoria                 | Recipiente          | Resultado |
| ---- | ------------------------- | ------------------- | --------- |
| 2012 | Artista do Ano (Setembro) | "Don't Say Goodbye" | Venceu    |
| 2014 | Artista do Ano (Março)    | "Turtle"            | Venceu    |

## Programas musicais
Estes são os prêmios em programas musicais na televisão recebidos por Davichi. Inkigayo vai ao ar pela SBS, Music Bank pela KBS, M! Countdown no canal a cabo Mnet, Show Champion pela MBC Music e Show! Music Core pela MBC.

### Inkigayo
| Ano  | Data           | Canção              |
| ---- | -------------- | ------------------- |
| 2008 | 4 de maio      | "Sad Promise"       |
| 2008 | 17 de agosto   | "Love and War"      |
| 2009 | 15 de março    | "8282"              |
| 2009 | 22 de março    | "8282"              |
| 2011 | 18 de setembro | "Don't Say Goodbye" |
| 2011 | 2 de outubro   | "Don't Say Goodbye" |

### Music Bank
| Ano  | Data           | Canção         |
| ---- | -------------- | -------------- |
| 2008 | 18 de julho    | "Love and War" |
| 2009 | 20 de março    | "8282"         |
| 2009 | 3 de abril     | "8282"         |
| 2015 | 6 de fevereiro | "Cry Again"    |

### M! Countdown
| Ano  | Data           | Canção               |
| ---- | -------------- | -------------------- |
| 2008 | 31 de julho    | "Love and War"       |
| 2009 | 2 de abril     | "8282"               |
| 2009 | 9 de abril     | "8282"               |
| 2009 | 30 de abril    | "8282"               |
| 2013 | 28 de março    | "Just the Two of Us" |
| 2015 | 5 de fevereiro | "Cry Again"          |

### Show Champion
| Ano  | Data        | Canção   |
| ---- | ----------- | -------- |
| 2013 | 10 de abril | "Turtle" |

### Show! Music Core
| Ano  | Data           | Canção      |
| ---- | -------------- | ----------- |
| 2013 | 23 de novembro | "Letter"    |
| 2015 | 31 de janeiro  | "Cry Again" |